# David E. Kelley
David Edward Kelley (Watervile, Maine, 4 de Abril de 1956) é um produtor de televisão e cinema estadunidense. É conhecido por criar e produzir séries como L.A. Law,  Doogie Howser, M.D., Chicago Hope, The Practice, Ally McBeal, Boston Public e Big Little Lies.

## Biografia
Frequentou o Liceu de Belmont, a Universidade de Princeton e a Faculdade de Direito de Boston, e começou por trabalhar inicialmente na advocacia, em Boston. Na década de 1980 envolveu-se com a escrita de guiões. Escreveu, inicialmente, episódios para séries como L.A. Law, que também produziu, e Ally McBeal.
Entre 2004 e 2008 foi produtor executivo da série "Boston Legal" e atualmente produz a série Harry's Law para o canal NBC.
É casado desde 1993 com a atriz Michelle Pfeiffer com quem tem dois filhos: Claudia Rose (adotada e nascida em 1993) e John Henry Kelley (nascido em 1994).
David E. Kelley escreveu o roteiro do episódio piloto da nova série da Mulher Maravilha, o episódio foi produzido pela Warner Bros, mas não foi aprovado pela rede de televisão NBC o que fez com que o projeto fosse engavetado.

## Filmografia

### Cinema
| Ano  | Título                          | Creditado como | Creditado como | Notas                             |
| Ano  | Título                          | Escritor       | Produtor       | Notas                             |
| ---- | ------------------------------- | -------------- | -------------- | --------------------------------- |
| 1987 | From the Hip                    | Sim            | Não            | Também escreveu história do filme |
| 1996 | To Gillian on Her 37th Birthday | Sim            | Sim            | Também escreveu roteiro           |
| 1999 | Mystery, Alaska                 | Co-escritor    | Sim            |                                   |
| 1999 | Lake Placid                     | Sim            | Sim            |                                   |

### Televisão
| Ano           | Título                                   | Rede televisiva | Creditado como | Creditado como | Creditado como     | Notas                        |
| Ano           | Título                                   | Rede televisiva | Criador        | Escritor       | Produtor Executivo | Notas                        |
| ------------- | ---------------------------------------- | --------------- | -------------- | -------------- | ------------------ | ---------------------------- |
| 1986–1992     | L.A. Law                                 | NBC             | Não            | Sim            | Sim                |                              |
| 1989–1993     | Doogie Howser, M.D.                      | ABC             | Sim            | Sim            | Não                | Co-criador                   |
| 1992–1996     | Picket Fences                            | CBS             | Sim            | Sim            | Sim                |                              |
| 1994–2000     | Chicago Hope                             | CBS             | Sim            | Sim            | Sim                |                              |
| 1996–2004     | The Practice                             | ABC             | Sim            | Sim            | Sim                |                              |
| 1997–2002     | Ally McBeal                              | Fox             | Sim            | Sim            | Sim                |                              |
| 1999          | Snoops                                   | ABC             | Sim            | Sim            | Sim                | Cancelada após 10 episódios  |
| 1999          | Ally                                     | Fox             | Sim            | Sim            | Sim                | Cancelada após 10 episódios  |
| 2000–2004     | Boston Public                            | Fox             | Sim            | Sim            | Sim                |                              |
| 2002          | Girls Club                               | Fox             | Sim            | Sim            | Sim                | Cancelada após 2 episódios   |
| 2003          | The Brotherhood of Poland, New Hampshire | CBS             | Sim            | Sim            | Sim                | Cancelada após 5 episódios   |
| 2004–2008     | Boston Legal                             | ABC             | Sim            | Sim            | Sim                |                              |
| 2005          | The Law Firm                             | NBC, Bravo      | Sim            | Sim            | Sim                | Cancelada após 2 episódios   |
| 2007          | The Wedding Bells                        | Fox             | Sim            | Sim            | Sim                | Cancelada após 7 episódios   |
| 2011–2012     | Harry's Law                              | NBC             | Sim            | Sim            | Sim                |                              |
| 2011          | Wonder Woman                             | NBC             | Sim            | Sim            | Sim                | Não exibida                  |
| 2013          | Monday Mornings                          | TNT             | Co-creator     | Sim            | Sim                | Cancelada após uma temporada |
| 2013–2014     | The Crazy Ones                           | CBS             | Sim            | Sim            | Sim                | Cancelada após uma temporada |
| 2016–presente | Goliath                                  | Amazon Video    | Sim            | Sim            | Sim                |                              |
| 2017–2019     | Big Little Lies                          | HBO             | Sim            | Sim            | Sim                |                              |
| 2017–2019     | Mr. Mercedes                             | Audience        | Sim            | Sim            | Sim                |                              |
| 2020          | The Undoing                              | HBO             | Sim            | Sim            | Sim                | Minissérie                   |
| 2020–2023     | Big Sky                                  | ABC             | Sim            | Sim            | Sim                |                              |
| 2021–2022     | Big Shot                                 | Disney+         | Não            | Sim            | Sim                |                              |
| 2021–presente | Nine Perfect Strangers                   | Hulu            | Sim            | Sim            | Sim                | Minissérie                   |
| 2022          | Anatomy of a Scandal                     | Netflix         | Sim            | Sim            | Sim                |                              |
| 2022–presente | The Lincoln Lawyer                       | Netflix         | Sim            | Sim            | Sim                |                              |
| 2022          | The Calling                              | Peacock         | Sim            | Sim            | Sim                |                              |
| 2022          | Avalon                                   | ABC             | Sim            | Sim            | Sim                | Não exibida                  |
| 2023          | Love & Death                             | HBO Max/Max     | Sim            | Sim            | Sim                |                              |
| 2024–presente | Presumed Innocent                        | Apple TV+       | Sim            | Sim            | Sim                |                              |
| 2024          | A Man in Full                            | Netflix         | Sim            | Sim            | Sim                |                              |